# 维基学院

旧Wikiversity標誌

维基学院（英語：Wikiversity）是维基媒体基金会的一项计划。
維基學院是一个自由、开放的学习环境和研究社区。在线课程以合作和知识交换的形式建立。維基學院原本是维基教科书下的子计划，2005年正式启动独立的維基學院项目的提议已经经过投票表决，并在同年11月维基媒体理事会上进行了讨论。2006年8月，維基學院正式从维基教科书计划中分离，成为维基媒体基金会的一项独立计划公开测试。至2018年7月為止，有德語、英語、法语、俄语、捷克語、意大利语、多语制、葡萄牙語、西班牙语、阿拉伯语、瑞典语、芬兰语、斯洛文尼亚语、希臘語、日語、韓語、印地语、中文等共18個獨立的版本。

## 歷史
維基學院的公測階段正式開始於2006年8月15日，與英文版維基學院。
維基學院的概念初始於維基教科書項目之一，但是當它被從教科書中提議刪除，很快就有一個提議書讓維基學院成為一個獨立的維基媒體項目，其原本目標是想擴大維基媒體社群內的活動範圍，以包括除教科書之外的其他類型的學習資源。
後來提出了兩項提案。第一個項目於2005年提案未獲批准，第二個於2006年經修改後提案才獲得批准。
維基學院在2006年的維基媒體國際會議宣布成立，旨在：
主持學習社區，所以實際上正在努力學習的人，實際上有一個地方來互動並互相幫助，找出如何學習的東西。我們還將主持和促進研究如何更有效地使用這些事物。
 — Wikimania, 2006

## 外部連結
- 官方网站
- （中文）中文维基学院
- （英文）英文维基学院